# Чигородо
Чигородо (исп. Chigorodó) — город и муниципалитет на северо-западе Колумбии, на территории департамента Антьокия. Входит в состав субрегиона Ураба.

## История
Поселение из которого позднее вырос город было основано 28 февраля 1878 года. Муниципалитет Чигородо был выделен в отдельную административную единицу в 1915 году.

## Географическое положение

Муниципалитет Чигородо

Город расположен в северо-западной части департамента, на левом берегу одноимённой реки, на расстоянии приблизительно 193 километров к северо-западу от Медельина, административного центра департамента. Абсолютная высота — 108 метров над уровнем моря.

Муниципалитет Чигородо граничит на севере с муниципалитетом Карепа, на западе — с муниципалитетом Турбо, на юге — с муниципалитетом Мутата, на востоке — с территорией департамента Кордова. Площадь муниципалитета составляет 684 км².

## Население
По данным Национального административного департамента статистики Колумбии, совокупная численность населения города и муниципалитета в 2013 году составляла 72 453 человек.
Динамика численности населения муниципалитета по годам:
| 2005   | 2006   | 2007   | 2008   | 2009   | 2010   | 2011   | 2012   | 2013   |
| ------ | ------ | ------ | ------ | ------ | ------ | ------ | ------ | ------ |
| 58 911 | 60 509 | 62 122 | 63 755 | 65 414 | 67 103 | 68 852 | 70 648 | 72 453 |

Согласно данным переписи 2005 года мужчины составляли 49,1 % от населения Чигородо, женщины — соответственно 50,9 %. В расовом отношении белые и метисы составляли 58,5 % от населения города; негры, мулаты и райсальцы — 38,1 %; индейцы — 3,4 %.
Уровень грамотности среди всего населения составлял 80,2 %.

## Экономика
Основу экономики Чигородо составляют сельскохозяйственное производство и добыча полезных ископаемых. На территории муниципалитета выращивают бананы, рис, кукурузу и другие культуры.

53,6 % от общего числа городских и муниципальных предприятий составляют предприятия торговой сферы, 35,4 % — предприятия сферы обслуживания, 8,1 % — промышленные предприятия, 2,9 % — предприятия иных отраслей экономики.